# Vall de Comalesbienes

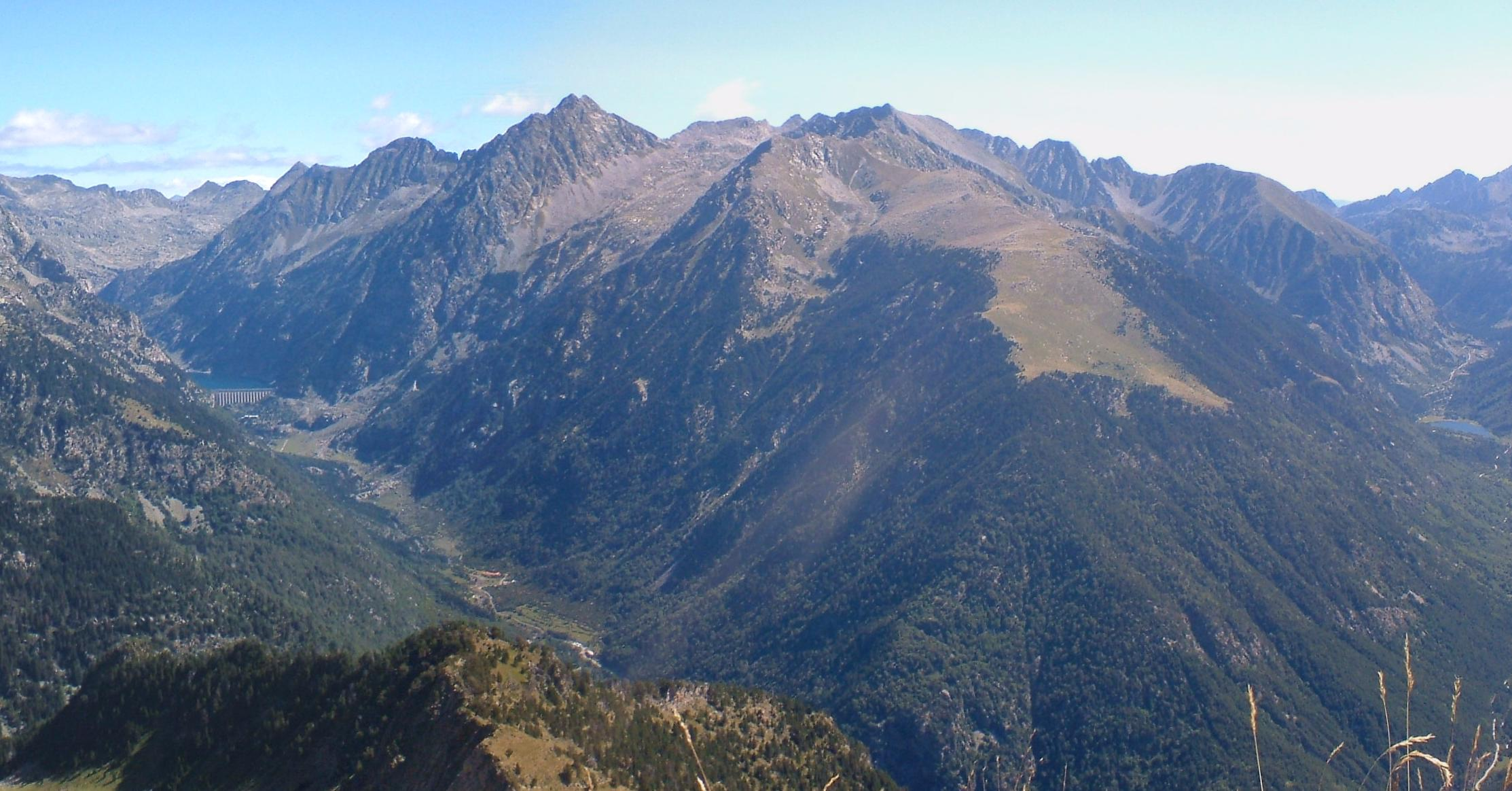
Riba esquerra de la Ribera de Caldes, d'esquerra a dreta: Barranc de Comalespada, Vall de Comalesbienes, Vall de Comaltes i el Campo, vistos des de l'Aüt.

La Vall de Comalesbienes és una vall d'origen glacial, subsidiària de la Vall de Boí, tributària per l'esquerra de la Noguera de Tor. Es troba en el terme municipal de la Vall de Boí, a l'Alta Ribagorça; dins del Parc Nacional d'Aigüestortes i Estany de Sant Maurici la seva part superior i dins la zona perifèrica del parc la part inferior.
El seu nom prové del celta “benna”: clot, concavitat.

## Geografia
La vall es troba per sobre dels 1.700 metres, la seva superfície aproximada és de 4,28 km² i el seu perímetre té uns 9 km.
A la vall es distingeixen dues parts clarament diferenciades: el barranc i el circ. Des de la Plana Ciega, el punt on Comalesbienes desemboca a la Noguera de Tor al sud del Pantà de Cavallers, el barranc, de forts pendents remunta direcció est fins a trobar l'entrada del circ; passant dels 1.700 als 2.600 metres en menys de 2 kilòmetres.
La carena s'alça cap a l'est, limitant al nord amb els barrancs de la Capçalera de Caldes que desaigüen al Pantà de Cavallers, fins a arribar al Pic de Comalesbienes (2.993,3 m); bordejant el circ i prenent direcció nord-est assoleix el seu cim més elevat: la Punta Alta de Comalesbienes (3.014'0 m). Poc després del "tres mil", limitant ara amb la Vall de Colieto, la carena descendeix cap a l'est primer i sud-est després, passa pel Coll de Comalesbienes (2.818'2 m) i els Crestells de Colieto (2.967'1 m). Girant direcció sud-oest, i limitant ara amb la Vall de Sarradé, la carena conforma les Crestes Barrades: amb un primer tram de crestes (2.950'5 i 2.970'5 m), un coll (2.887'0 m) i un segon tram de crestes (2.975'5 m), fins a arribar al Pic de la Pala Alta de Sarradé (2.983'4 m); vira a ponent fins al Pic de la Pala Gespadera (2.875'3 m) on ho torna a fer rumb sud-oest. Des del Bony d'Aigüissi (2.876'1 m), la carena, estenent-se direcció oest fins al punt on es bifurca, limita amb Aigüissi. D'ençà que la carena pren direcció nord-oest limita amb Comaltes; als Pics de Comaltes (2.765'4, 2.781'0, 2.768'0 i 2.770'4) torna a girar cap a l'oest-sud-oest; delimitant ara la zona del barranc davalla i connecta amb el Serrat del Forat del Moixó que tanca la vall prenent direcció nord-est.
Al mig del circ s'alça un petit tossal (2.649'4 m), rodejant-lo per les bandes oriental i meridional es troben els dos Estanys de Comalesbienes i un conjunt d'estanyets. El més septentrional dels estanys (2.603 m) rep les aportacions d'un estanyet (2.617 m) situat al sud-est, a mig camí del tossal, i drena cap al seu més gran germà meridional (2.582 m); aquest segon, que s'arqueja envoltant el tossal pel seu sector sud-oriental, drena cap un estanyet (2.573 m) situat al nord-oest que, al seu torn, desaigua cap al Barranc de Comalesbienes que baixa direcció oest. Al nord, dos estanyets (2.714 i 2.707 m), situats a peus del Coll de Comalesbienes, i un tercer (2.818 m), que es troba sota dels Crestells de Colieto, drenen cap a l'estany septentrional. A l'est, l'Estany Gelat (2.739 m), rodejat pels Crestells de Colieto i les Crestes Barrades, desaigua també cap a l'estany septentrional. Dos estanyets més, un al sud (2.609 m) i un altre a l'est (2.588 m) del Tossalet del Pletiu (2.626'2 m), desaigüen a l'oest de l'estany meridional.

## Rutes[28]
El punt d'inici del camí de Comalesbienes es troba al costat del barratge que tanca l'accés per carretera a la Presa de Cavallers, uns 400 metres abans d'arribar-hi, a 1.743 metres d'altitud. Els arbres i arbusts acompanyen l'ascensió pel barranc en el seu primer tram, després les tarteres i pastures comencen a agafar protagonisme, per relegar totalment als arbres al voltant dels 2.400 metres. Arribant als 2.575, a peus del Tossalet del Pletiu, ara ja dins del circ, apareix el primer estanyet; la vegetació aquí és ja minsa, el paisatge està dominat pels grans blocs granítics i un caos de roques de totes mides.